# Mammutidae
Mammutidés
Famille
Les Mammutidés (Mammutidae) sont une famille éteinte de Proboscidea. Une partie d'entre eux était autrefois classée parmi les Mastodontes.

## Liste des genres
- non-classé Mammutida
  - famille Mammutidae
    - genre Mammut
    - genre Zygolophodon

  - incertae sedis
    - genre Eritreum (placé par TPDB sous Proboscidea → Elephantiformes → Elephantimorpha)

Selon The Paleobiology database :
- non-classé Mammutida
  - famille Mammutidae
    - sous-famille Eozygodontinae
      - genre Eozygodon

    - genre Mammut (syn. Mastodon, Missourium, Pliomastodon)
    - sous-famille Mammutinae (désuet)
    - genre Zygolophodon (syn. Miomastodon, Turicius)